# Szaibelyita
La szaibelyita, també anomenada ascharita, és un mineral de la classe dels borats. Va ser anomenada axí l'any 1861 per Karl Ferdinand Peters en honor de Stephen Szaibely (Sjájbely) (1777-1855), inspector de mines de Rézbánya (Hongria), actualment districte Băiţa (Romania).

## Característiques
La szaibelyita és un borat de magnesi. Cristal·litza en el sistema monoclínic, formant petits filons o masses amb una estructura fibrosa semblant al feltre; també es troba formant nòduls. Microscòpicament es presenta en forma de fibres aplanades. Forma una sèrie de solució sòlida amb la sussexita, en la que la substitució parcial del magnesi per manganès dona els diferents exemplars de la sèrie.

## Formació i jaciments
La szaibelyita es troba en dipòsits salins i de bor. És també producte d'alteració de la colemanita, la inyoita i la hidroboracita als dipòsits d'Inder (Kazakhstan). Sol trobar-se associada a altres minerals com: boracita, fluoborita, halita, caïnita, ludwigita, silvita i diferents minerals del grup serpentina.

## Varietats
L'única varietat coneguda de szaibelyita és la hidroascharita, considerada un nom innecessari per una szaibelyita amb ions addicionals d'aigua.